# نظامی‌گری ژاپن

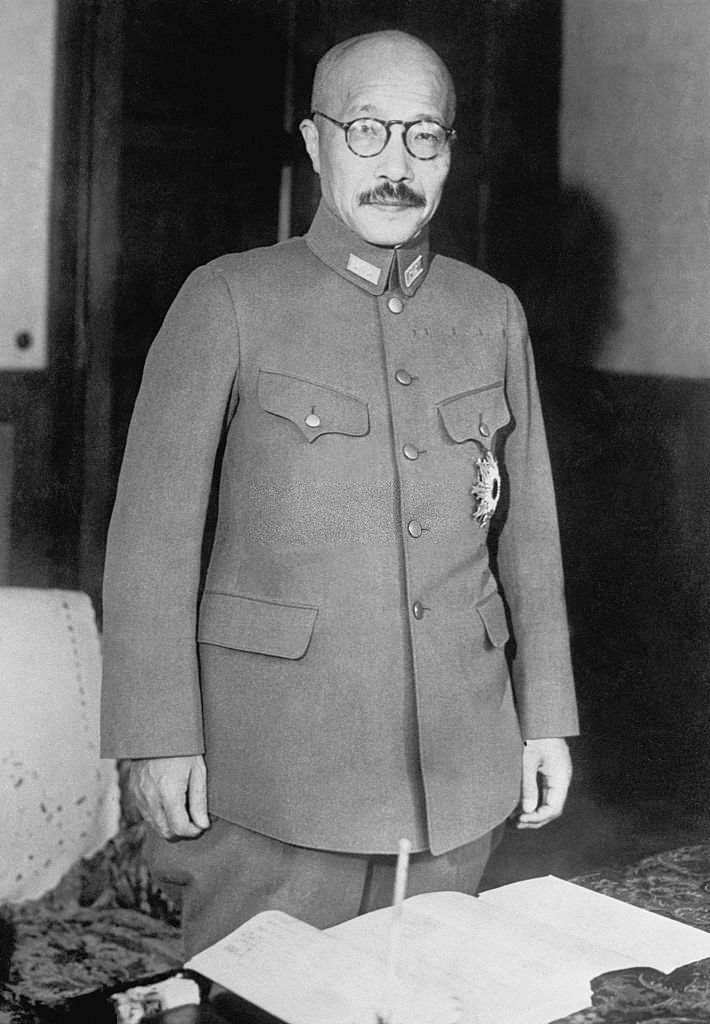
هیدکی توجو نخست‌وزیر ژاپن در هنگام جنگ جهانی دوم

نظامی‌گری ژاپن (به ژاپنی: 日本軍国主義, Nihon gunkoku shugi) از منظر تاریخی به آرمانی در امپراتوری ژاپن اشاره می‌کند که بر اساس آن نیروهای نظامی باید بر ارکان سیاست و زندگی اجتماعی مردم مسلط شوند. این دیدگاه، نیروی نظامی قدرتمند را مساوی با ملت قدرتمند می‌دانست. در طول دهه ۱۹۲۰، ژاپن به سمت برقراری حکومتی دموکراتیک حرکت می‌کرد که تحت عنوان «دموکراسی تای‌شو» از آن یاد می‌شد. با این حال، دولت پارلمانی به آن اندازه ریشه ندوانده بود که بتواند در برابر فشارهای سیاسی و رکود اقتصادی دهه ۱۹۳۰ و رهبران نظامی پرنفوذ این دهه مقاومت کند. نظامی‌گری راهی بود که ژاپن و بعضی از کشورهای اروپایی برگزیدند. این راه در نهایت به جنگ جهانی دوم منجر شد. آنچه این جابجایی قدرت به سمت نظامیان را بیش از پیش امکان‌پذیر می‌کرد، گنگی و بی‌دقتی در متن قانون اساسی مِی‌جی، به ویژه در مورد جایگاه امپراتور بود. این قانون بدنه قانون‌گذاری را نه در برابر مردم، بلکه در برابر پادشاه پاسخ‌گو می‌دانست.
در سال ۱۹۳۱، ژنرال آراکی سادائو به عنوان وزیر جنگ منصوب شد. او به عنوان یکی از اصلی‌ترین نظریه‌پردازان سیاسی راست‌گرای ملی در امپراتوری ژاپن، به عنوان رهبر جناح رادیکال جناح راه امپراتور در درون ارتش ژاپن قلمداد می‌شد. او همچون بسیاری دیگر از مقام‌های بلندپایهٔ ارتش ژاپن باور داشت که ژاپن یا باید به کشوری امپریالیستی بدل شود یا منتظر نابود شدن ملتش بنشیند. او به منادی علنی تمامیت‌خواهی، نظامی‌گری، توسعه‌طلبی و کوکوتای بدل شد. او همچنین به عنوان رئیس جنبش بسیج معنوی ملی (ژاپن) خدمت می‌کرد.
اگرچه او در سال ۱۹۳۶، از ارتش بازنشسته شد، ولی سپس به وزارت آموزش، فرهنگ، ورزش، علوم و فناوری منصوب شد، که فرصتی را برایش فراهم آورد تا باورهایش را در مدارس و کالج‌ها تبلیغ کند، و جوانان ژاپنی را با مرام سامورایی پرورش دهد. اصل اساسی در کوکوتای این است که امپراتور و مردم، و زمین و اخلاق، یکی هستند و نمی‌توان آنها را از هم جدا کرد. ارتش قرار بود، حافظ نظام تازه‌ای باشد که بر مبنای این اصل شکل می‌گرفت، و هدف این بود که ملتی ساخته شود که خود را نادیده می‌گرفت و چنان التزامی به امپراتوری داشت که مرگ در راه او را موهبت می‌دانست. هدف نهایی این بود که روح یک سرباز در کلیت ملت نگاشته شود.
فرماندهان نظامی عمیقاً باور داشتند که ترکیب خودنگهداری (خویشتن‌داری) و قدرت اراده می‌تواند بر هر مانعی فائق بیاید، و اگر این باور در سرباز ژاپنی نهادینه شود، آن سرباز می‌تواند در وخیمترین شرایط نیز به مبارزه ادامه دهد.
بوشیدو، یا راه و رسم و روحیهٔ مبارزه سامورایی، به نمادی از پاکدامنی ملی بدل شد. در مدارس به بچه‌ها، فرمان امپراتوری برای سربازان و ملوانان نوشتهٔ امپراتور میجی (۱۸۵۲–۱۹۱۲) آموزش داده می‌شد. رسالهٔ امپراتوری، در واقع دستورالعملی بود که امپراتور خطاب به جنگجویان ژاپنی نوشته بود. شمشیر سامورایی به یک نماد عرفانی ملی تبدیل شد.
هر روز صبح، سربازانی که برای دورهٔ آموزش نظامی دو ساله داوطلب شده بودند، جملات زیر را با طلوع آفتاب فریاد می‌کشیدند: «چه جسدی شوم که زیر آب‌ها معلق است، یا که زیر علف‌های دامنهٔ کوه غرق شوم، با کمال میل برای امپراتورم جان می‌دهم.»